# Norwegian International 1999
Die Norwegian International 1999 im Badminton fanden vom 4. bis zum 7. November 1999 in Moss statt.

## Sieger und Platzierte
| Disziplin    | Gold                        | Silber                               | Bronze                             |
| ------------ | --------------------------- | ------------------------------------ | ---------------------------------- |
| Herreneinzel | Shon Seung-mo               | Hwang Sun-ho                         | George Rimarcdi                    |
| Herreneinzel | Shon Seung-mo               | Hwang Sun-ho                         | Martin Hagberg                     |
| Dameneinzel  | Kim Ji-hyun                 | Wang Chen                            | Kim Kyeung-ran                     |
| Dameneinzel  | Kim Ji-hyun                 | Wang Chen                            | Ella Karachkova                    |
| Herrendoppel | Kim Yong-hyun Yim Bang-eun  | Thomas Røjkjær Jensen Tommy Sørensen | Jonas Glyager Jensen Ove Svejstrup |
| Herrendoppel | Kim Yong-hyun Yim Bang-eun  | Thomas Røjkjær Jensen Tommy Sørensen | Mathias Boe Michael Jensen         |
| Damendoppel  | Lee Hyo-jung Yim Kyung-jin  | Jung Yeon-kyung Kim So-yeon          | Britta Andersen Lene Mørk          |
| Damendoppel  | Lee Hyo-jung Yim Kyung-jin  | Jung Yeon-kyung Kim So-yeon          | Jeanette Lund Anne Marie Pedersen  |
| Mixed        | Kim Yong-hyun Yim Kyung-jin | Britta Andersen Ove Svejstrup        | Lene Mørk Peter Steffensen         |
| Mixed        | Kim Yong-hyun Yim Kyung-jin | Britta Andersen Ove Svejstrup        | Ola Molin Johanna Persson          |